# 2007-es Fonogram díj átadása
A 2007-es Fonogram-díjkiosztó 2007. február 24-én tartották, amelyet a Magyar Televízió is közvetített.
A gálaesten fellépett: a Back II Black, a Magna Cum Laude, a Quimby, Szekeres Adrienn & Gáspár Laci, a Moby Dick, Rúzsa Magdi, a Sugarloaf + Erős & Spigiboy, a Desperado, a Ghymes, Mester Tamás, a Cotton Club Singers, a Tankcsapda és Charlie

## Az év hazai rockalbuma
Ákos – Még közelebb (Fehér Sólyom)
- Heaven Street Seven – Tudom, hogy szeretsz titokban (Magneoton)
- Kiscsillag – Greatest Hits Vol. 01. (Megadó)
- Mester Tamás – A pillanat (FM Records)
- Tankcsapda – Mindenki vár valamit (CLS Records)

## Az év külföldi rockalbuma
Red Hot Chili Peppers – Stadium Arcadium (Warner Music)
- Bruce Springsteen – We Shall Overcome (Sony BMG)
- David Gilmour – On An Island (EMI)
- Ignite – Our darkest days (EMI)
- Toto – Falling In Between (Hammer)

## Az év hazai modern rock albuma
Black-Out – Rádió-Aktív (Edge/Hammer)
- Depresszió – Az ébredés útján (Edge/Hammer)
- Hollywoodoo – Azistenlába (Edge/Hammer)
- Hooligans – Bohémélet (EMI)
- Másfél – En Garde (A38/Playground Records)

## Az év külföldi modern rock albuma
My Chemical Romance – The Black Parade (Warner Music)
- Evanescence – The Open Door (Sony BMG)
- Muse – Black Holes & Revelations (Warner Music)
- Tokio Hotel – Schrei (Universal Music)
- Tool – 10 000 Days (Sony BMG)

## Az év hazai popalbuma
Magna Cum Laude – Minden állomás (Magneoton)
- Bartók Eszter – Beszállókártya (Tom-Tom Records)
- Crystal – Világok hangja (EMI)
- NOX – Örömvölgy (Universal Music)
- Rúzsa Magdi – Ördögi angyal (CLS Records)

## Az év külföldi popalbuma
Nelly Furtado – Loose (Universal Music)
- Christina Aguilera – Back To Basics (Sony BMG)
- Pink – I'm Not Dead (Sony BMG)
- Robbie Williams – Rudebox (EMI)
- Pussycat Dolls – PCD (Universal Music)

## Az év hazai jazzalbuma
Babos Gyula – Variáció (CLS Records)
- Hot Jazz Band – Itt a luxusvonat (Comet)
- Kratelli Josephine – Új világ (Josephine Records)
- Myrtill – Same As You (Micheller Myrtill)
- Szakcsi Generation és Jack Dejohnette, John Patitucci – 8 trios for 4 pianists (BMC)

## Az év hazai világzenei albuma
Csík zenekar – Senki nem ért semmit (Fonó Budai Zeneház)
- Djabe – Slices Of Life/Életképek (Gramy)
- Ghymes – Messzerepülő (EMI)
- Kormorán – A napba öltözött leány (Hungaroton)
- Nikola Parov – Herczku Ágnes – Volt nékem szeretőm (Tom-Tom Records)

## Az év hazai dance- vagy electroalbuma
Neo – Maps For A Voyage (Magneoton)
- Anima Sound System – We Strike! (CLS Records)
- Josh és Jutta – Vár rám az ismeretlen (Private Moon)
- Kozmix – Holnapután (Magneoton)
- Shane 54 – Laptop DJ (EMI)

## Az év külföldi dance- vagy electroalbuma
Bob Sinclar – Western Dream (CLS Records)
- Enigma – Posteriori (EMI)
- Faithless – To All New Arrivals (Sony BMG)
- Mattafix – Signs Of A Struggle (EMI)
- Shapeshifters – Sound Advice (EMI)

## Az év hazai szórakoztatózenei albuma
Balázs Pali – Nem sírok érted (Happy Records)
- Mága Zoltán – Filmzenék csillagai (Magneoton)
- Márió – Érted szól a szerenád (EMI)
- MC Hawer & Tekknő – Aki minket nem szeret... (Magneoton)
- Princess – Mediterrán (Sony BMG)

## Az év hazai rap- vagy hiphopalbuma
Sub Bass Monster – Sub Bass Monster (szerzői kiadás)
- Ganxsta Zolee és a Kartel – X – Jubileumi koncertalbum (Private Moon)
- L.L. Junior – Olaj a tűzre (Magic World Media/Private Moon)
- Ludditák – Porcogó (Playground Records)
- Tyson feat. Majka – A hitetlen (ArtoFonic)

## Az év külföldi rap- vagy hiphopalbuma
Outkast – Idlewild (Sony BMG)
- Akon – Konvicted (Universal Music)
- Eminem – Presents The Re-Up (Universal Music)
- Sean Paul – The Trinity (Warner Music)
- Snoop Dogg – Blue Carpet Treatment (Universal Music)

## Az év hazai gyermekalbuma
Szalóki Ági – Cipity Lőrinc (Folkeurópa)
- Füles Mackó – Füles Mackó énekel (Sony BMG)
- Mese – A nagy Micimackó album (Fortuna Records/EMI)
- Minisztár – Minidiszkó (Sony BMG)
- Szabó Gyula – A nagy mesemondó 2. (Fortuna Records/Zeneker)
- Zene-ovi – Zene-ovi (Ezt énekeljük az oviban) (Sony BMG)

## Az év felfedezettje
Rúzsa Magdi (Universal Music/CLS Records)
- Bartók Eszter (Tom-Tom Records)
- Póka Angéla (Sony BMG)
- Szabó Eszter (EMI)
- Wendigo (Nail/Hammer)
- Wisdom (Nail/Hammer)

## Az év dala
Varga Feri & Balássy Betty – Egy bolond százat csinál (Magneoton)
- Hooligans – Félember (EMI)
- Magna Cum Laude – Vidéki sanzon (Magneoton)
- Shane 54 feat. Mester Tamás – Altass el (EMI)
- Sugarloaf – Hajnalig még van idő (Universal Music)